# Софиевка (Симферопольский район)
Софи́евка (укр. Софіївка, крымскотат. Sofiyevka, Софиевка) — село в Симферопольском районе Крыма. Село входит в состав Гвардейского сельского поселения (согласно административно-территориальному делению Украины — Гвардейского поселкового совета Автономной Республики Крым).

## Население
| 2001 | 2014  | 2021  |
| ---- | ----- | ----- |
| 3149 | ↗3481 | ↗3732 |

Всеукраинская перепись 2001 года показала следующее распределение по носителям языка
| Язык             | Процент |
| ---------------- | ------- |
| русский          | 59      |
| крымскотатарский | 28,36   |
| украинский       | 10,86   |
| другие           | 0,26    |

### Динамика численности
| - 1864 год — 9 чел. - 1902 год — 293 чел. - 1915 год — 249 чел. - 1926 год — 356 чел. | - 2001 год — 3149 чел. - 2009 год — 3404 чел. - 2014 год — 3481 чел. |

## Современное состояние
В Софиевке 8 улиц. Главная улица — Солнечная. Площадь, по данным сельсовета на 2009 год, занимаемая селением, 301,6 гектара, на которой в 1098 дворах числилось 3404 жителя. В селе действуют церковь Александра Невского и мечеть, работает магазин Крымпотребсоюза.

## География
Село Софиевка расположено на севере центральной части района, примерно в 20 километрах (по шоссе) к северу от Симферополя, на шоссе 35К-001 Красноперекопск — Симферополь (по украинской классификации Автодорога Н-05), ближайшая железнодорожная станция Остряково — примерно в 2 километрах. Село находится в лесостепной зоне Крыма, на левой стороне долины реки Салгир, высота центра села над уровнем моря — 157 м. С юга к селу примыкает село Укромное, с востока — Маленькое.

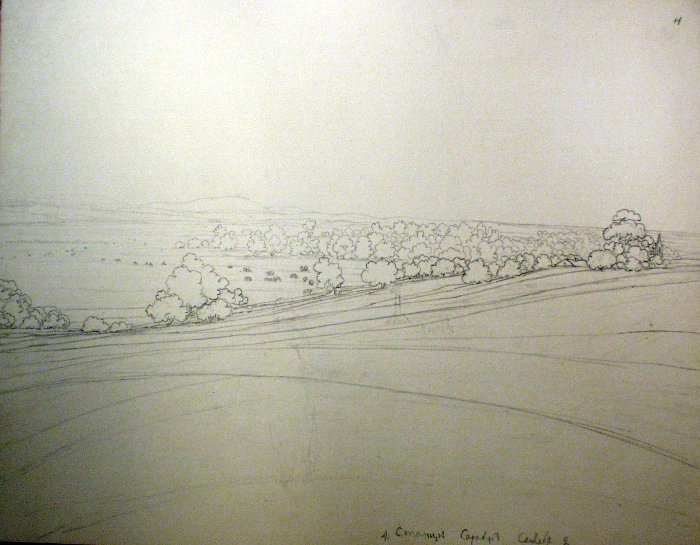
Жуковский В. А., Вид близ станции Сарабуз,1837 год.

## История
Впервые в доступных источниках некое селение на месте будущей Софиевки — мельница Раздевичей, встречается на карте генерал-майора Мухина 1817 года, на карте 1842 года на том же месте обозначена уже мельница Раздевичей, жили там люди, или было просто производство пока не установлено. На территории современного села с начала XIX века находилась почтовая станция Сарабуз.
По сведениям сайта поссовета село было основано в 1843 году. В «Списке населённых мест Таврической губернии по сведениям 1864 года», составленному по результатам VIII ревизии 1864 года, значатся мельница Раздевичей и Раздевичевский трактир с 2 дворами и 9 жителями в обоих при реке Большом Салгире. На трёхверстовой карте 1865—1876 года обозначена дача Раздевичей Софиевка — первое упоминание названия.
По «…Памятной книжке Таврической губернии на 1892 год» в деревне Ново-Софиевка, входившей в Юхары-Джаминское сельское общество Сакской волости Евпаторийского уезда, жителей и домов не числилось, а на подробной карте 1894 года деревня обозначена с 22 дворами и русским населением.
В Евпаторийском уезде земская реформа 1890-х годов прошла после 1892 года, в результате её Ново-Софиевку приписали к Камбарской волости. Вблизи села в 1894 году была создана сельскохозяйственная коммуна евангельских христиан-баптистов «Вертоград» («Цветущий сад» в переводе с церковнославянского). Среди её участников была вдова поэта Некрасова Зинаида Николаевна, будущий лидер движения евангельских христиан Иван Проханов, религиозный деятель Герман Фаст. Артель была распущена спустя 4 года, согласно правительственному циркуляру против «зловредной штунды». По «…Памятной книжке Таврической губернии на 1900 год» в деревне числилось 293 жителя в 53 дворах. На 1902 год в деревне работал фельдшер. По Статистическому справочнику Таврической губернии. Ч.II-я. Статистический очерк, выпуск пятый Евпаторийский уезд, 1915 год, в деревне Ново-Софиевка Камбарской волости Евпаторийского уезда числилось 34 двора (все дворы с землёй) с русским населением в количестве 162 человек приписных жителей и 87 — «посторонних», из которых 130 мужчин и 120 женщин. Жители владели 2845 десятинами удобной земли. В хозяйствах имелось 281 лошадь, 25 волов, 176 коров и 63 головы мелкого скота.
После установления в Крыму Советской власти, по постановлению Крымревкома от 8 января 1921 года была упразднена волостная система и село включили в состав вновь созданного Сарабузского района Симферопольского уезда, а в 1922 году уезды получили название округов. 11 октября 1923 года, согласно постановлению ВЦИК, в административное деление Крымской АССР были внесены изменения, в результате которых был ликвидирован Сарабузский район и образован Симферопольский и село включили в его состав. Согласно Списку населённых пунктов Крымской АССР по Всесоюзной переписи 17 декабря 1926 года, в селе Ново-Софиевка, Ново-Александровского сельсовета Симферопольского района, числилось 75 дворов, из них 74 крестьянских, население составляло 356 человек, из них 278 украинцев, 57 русских, 4 армян, 3 белоруса, 3 болгар, 2 эстонца, 1 еврей, 1 немец, 7 записаны в графе «прочие», действовала болгарская школа. На карте 1938 года село уже называется Софиевка, как и на километровой карте Генштаба Красной армии 1941 года.
В 1944 году, после освобождени Крыма от фашистов, 12 августа 1944 года было принято постановление № ГОКО-6372с «О переселении колхозников в районы Крыма» и в сентябре 1944 года в район приехали первые новоселы (214 семей) из Винницкой области, а в начале 1950-х годов последовала вторая волна переселенцев из различных областей Украины. С 25 июня 1946 года Софиевка в составе Крымской области РСФСР, а 26 апреля 1954 года Крымская область была передана из состава РСФСР в состав УССР. Время включения в состав Гвардейского поссовета пока не установлено: на 15 июня 1960 года село уже числилось в его составе.
Указом Президиума Верховного Совета УССР «Об укрупнении сельских районов Крымской области», от 30 декабря 1962 года Симферопольский район был упразднён и село присоединили к Бахчисарайскому. 1 января 1965 года, указом Президиума ВС УССР «О внесении изменений в административное районирование УССР — по Крымской области», вновь включили в состав Симферопольского. В период с 1968 по 1977 год к Софиевке присоединено село Ново-Александровка. С 12 февраля 1991 года село в восстановленной Крымской АССР, 26 февраля 1992 года переименованной в Автономную Республику Крым. С 21 марта 2014 года в составе Крыма аннексирована Россией.